# Huaylas (departement)
Departementet Huaylas var ett kortlivat departement i Protektoratet Peru (också känt som Protectorado de San Martín) som existerade från 1821 till 1823, då det anslöts till departementet Huánuco. Det återupprättades senare 1835 och införlivades som en del av Peru-bolivianska konfederationen, och upplöstes 1839 tillsammans med konfederationen.

## Historik
Den 12 februari 1821 skapades departementet som sammanförde provinserna Huaylas, Cajatambo, Conchucos, Huamalíes och Huánuco. Huaraz blev huvudort. Dess förste president var Toribio de Luzuriaga, tillsammans med guvernören i Huaraz, Juan de Mata Arnao och Garcia, som lämnade sitt ämbete till honom tre månader senare. Den politiska basen för denna gränsdragning hade lagts fram av José de San Martín.
Men den 4 november 1823 beslutade Jose Bernardo de Tagles regering att förena territorierna för departementen Huaylas och Tarma och gav det namnet departementet Huánuco. Området Santa återfördes till Lima.
Den 13 september 1825 bytte departementet Huánuco namn till departementet Junín, genom ett dekret undertecknat av Hipólito Unanue, Juan Salazar och Jose de Larrea y Loredo, för att hedra Simón Bolivars seger över de spanska trupperna vid slaget vid Junín. I departementet ingick provinserna Cajatambo, Conchucos Bajo, Conchucos Alto, Huamalíes, Huaylas, Pasco, Jauja och Tarma.
År 1835, flera år efter dess upplösning, etablerades det igen av president Felipe Santiago Salaverry, exklusive provinsen Huari. Efter upprättandet av Peru-bolivianska konfederationen, blev Huaylas inkorporerat i den nya staten fram till dess upplösning 1839, då det blev departementet Áncash.
Sedan 1910 har lokala historiker förespråkat en återgång till namnet Huaylas, det ursprungliga namnet som gavs till Áncash av San Martín.